# Pölkenstraße 42 (Quedlinburg)

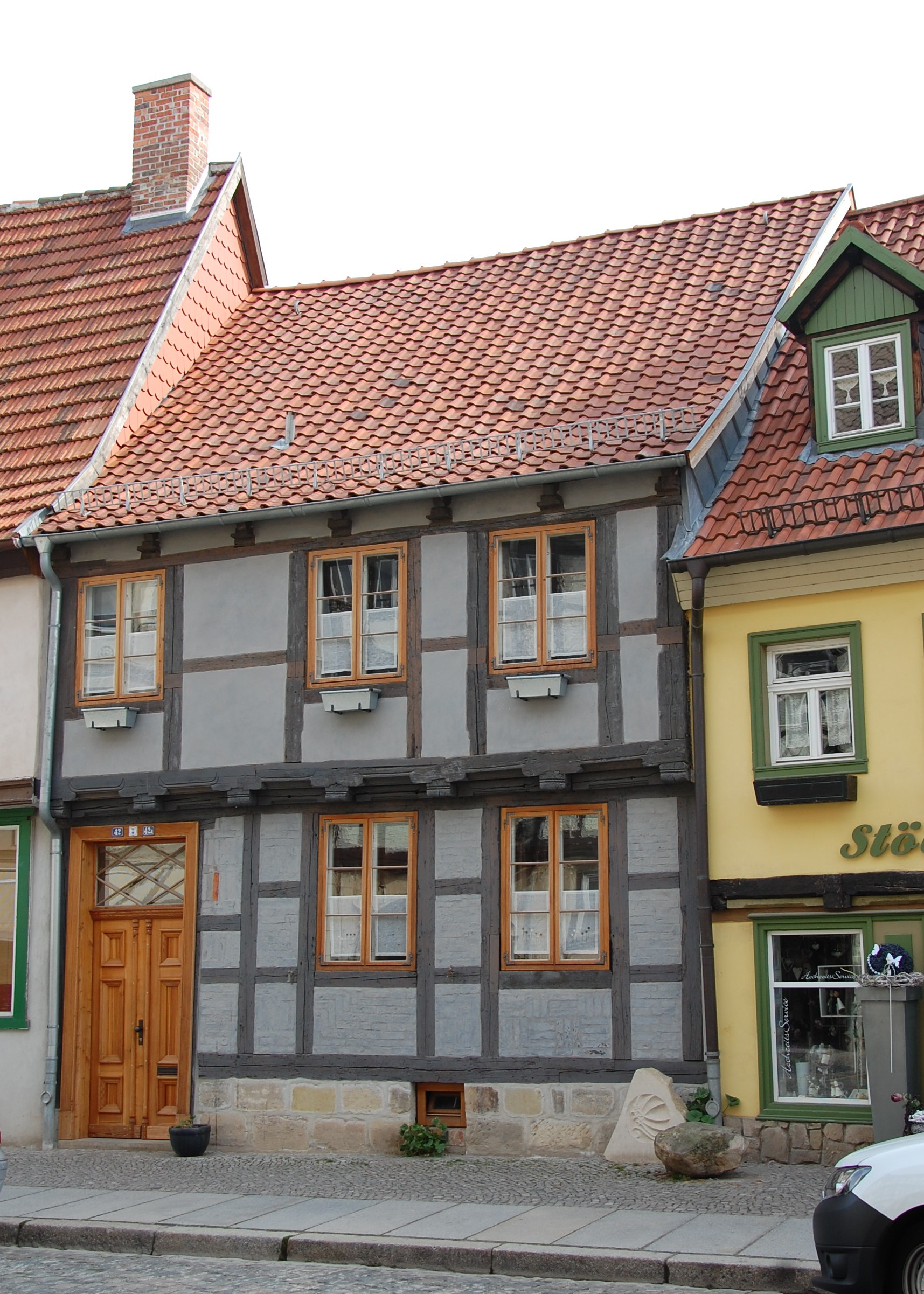
Haus Pölkenstraße 42

Das Haus Pölkenstraße 42 ist ein denkmalgeschütztes Gebäude in der Stadt Quedlinburg in Sachsen-Anhalt.

## Lage
Es befindet sich in der historischen Quedlinburger Neustadt auf der Ostseite der Pölkenstraße und ist im Quedlinburger Denkmalverzeichnis als Ackerbürgerhof eingetragen. Südlich grenzt das gleichfalls denkmalgeschützte Haus Pölkenstraße 43 an.

## Architektur und Geschichte
Die Hofanlage stammt aus der Zeit des Barock. Das straßenseitige Gebäude entstand im Jahr 1680, wurde jedoch in späterer Zeit umgebaut.
Auf dem Hof befindet sich ein Fachwerkhaus aus der Mitte des 18. Jahrhunderts. Das Fachwerk verfügt über einen sogenannten Ständerrhythmus. Als Verzierung besteht eine Profilbohle. Bedeckt ist das Gebäude von einem Mansarddach.
Im Jahr 2010 wurde das Haus durch das Architekturbüro qbatur saniert. Es entstand eine Wohnfläche von insgesamt 220 m².